# Zöldspórás zselégomba
A zöldspórás zselégomba (Hypocrea gelatinosa) a Hypocreaceae családba tartozó, Európában és Észak-Amerikában honos, korhadó fatörzseken, ágakon élő, nem ehető gombafaj. 

## Megjelenése
A zöldspórás zselégomba termőteste 1-3 (5) mm széles, nagyjából kör alakú, kis párnácskára emlékeztet. Az egymás melletti termőtestek egybeolvadhatnak. Maga a termőtestpárna (sztróma) fiatalon fehér, majd sárgás, sárgászöldes, amibe éretten apró, zöld színű, spóratermő peritéciumok ágyazódnak.  
Húsa puha, kocsonyás, sárgás színű. Íze és szaga nem jellegzetes.
Spórapora zöldessárga. A spórák 3-4 µm-esek, az aszkuszok (tömlők) hengeresek, rövid nyelűek, 75-90 x 3,5-5 µm-esek. A spórák eleinte színtelenek, majd éretten sötétzölddé válnak; ennek megfelelően a peritéciumok sárgászöldből sötétzöldekké színeződnek. 

### Hasonló fajok
Sárgás-zöldes spórájú rokonaitól csak mikroszkóp alatt lehet elkülöníteni.

## Elterjedése és termőhelye
Európában és Észak-Amerikában honos. 
Korhadó fatörzseken, tuskókon, ágakon található. Júliustól októberig terem. 

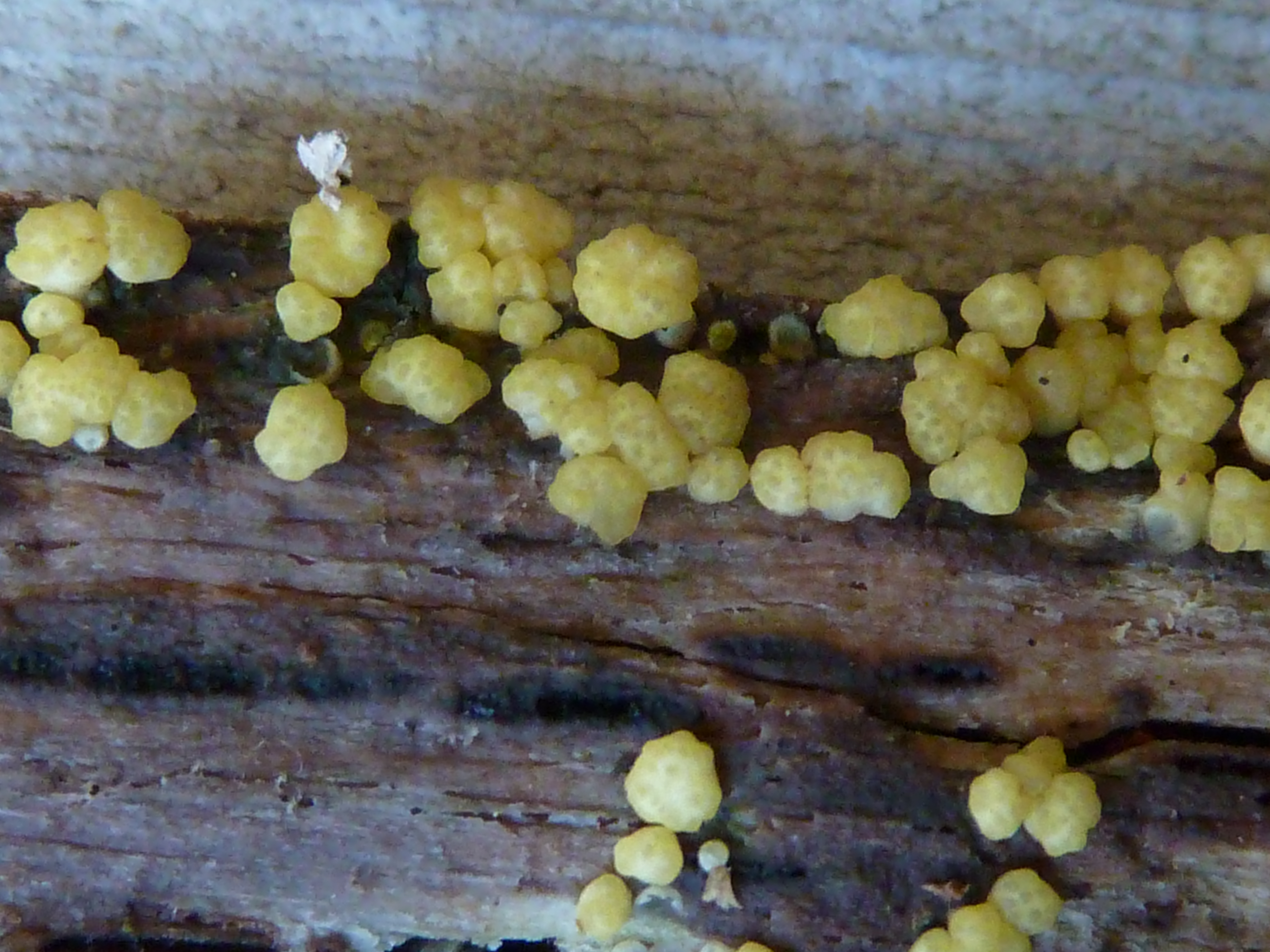
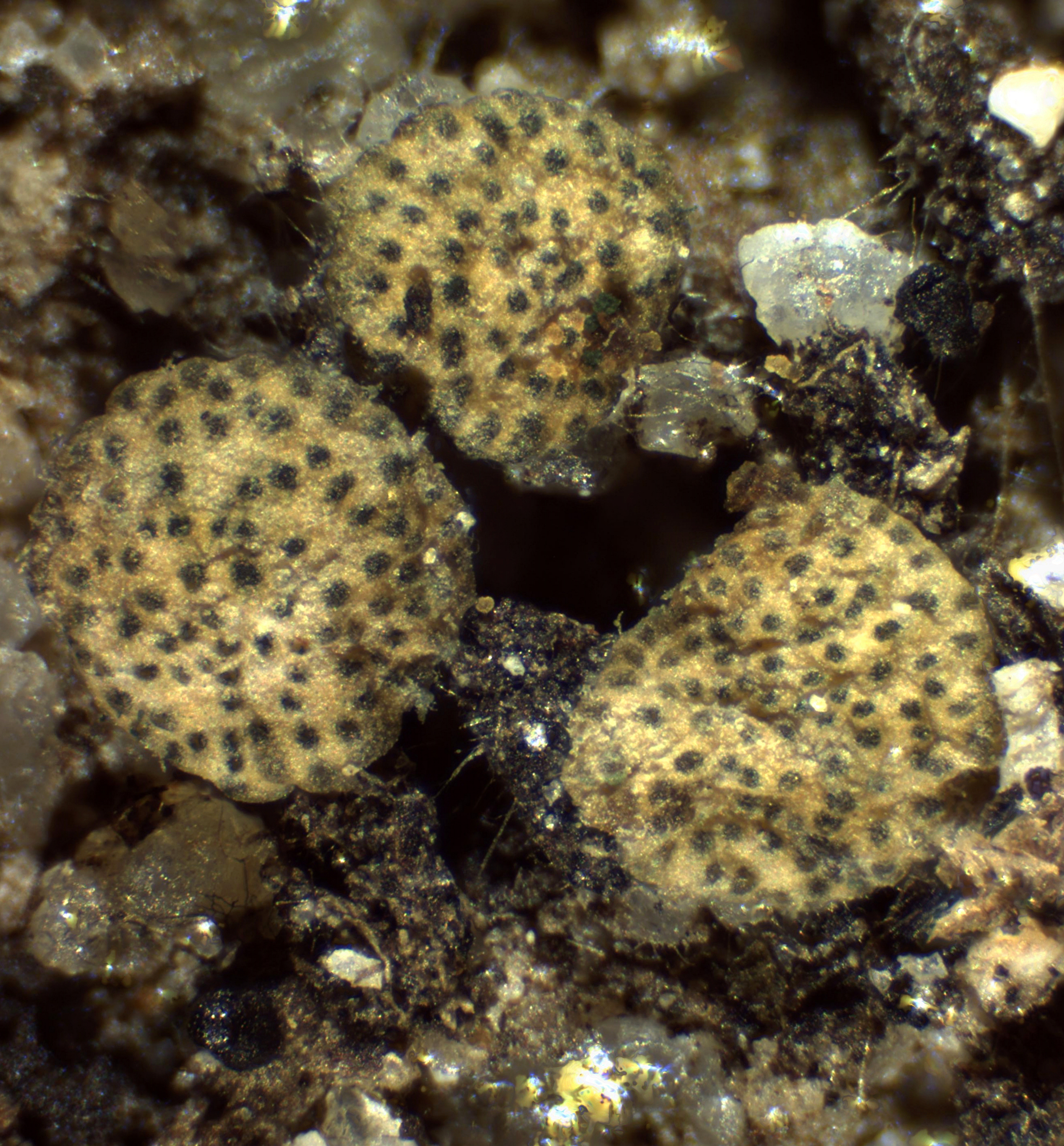

Nem ehető.